# 女の穴
『女の穴』（おんなのあな）は、ふみふみこが描いた漫画作品。また、本作が収録された単行本のタイトル。

## ストーリー
自分が地球人との子供を産む使命を持っている宇宙人だと主張している女子高生と、その女子高生から自分と子供を作るよう迫られている担任教師が描かれている。

## 映画
『女の穴』は市橋直歩と石川優実主演で実写映画化され、2014年6月28日に公開された。監督・脚本は吉田浩太が務めた。

### キャスト
- 市橋直歩 - 鈴木幸子 役[3]
- 石川優実 - 萩本小鳩 役[3]
- 小林ユウキチ - 福田祐一 役[3]
- 布施紀行 - 取手衛 役[3]
- 青木佳音 - 服部めぐみ 役[3]
- 酒井敏也 - 村田克己 役[3]

### スタッフ
- 監督 - 吉田浩太[3]

- 脚本 - 吉田浩太[3]
- 製作 - 岡本東郎、嶋田豪、平野健、宇田川寧[3]
- プロデューサー - 行実良、若林雄介[3]
- アソシエイトプロデューサー - 関顕嗣[3]

- 撮影 - 山崎裕典[3]
- 音楽 - 松本章[3]

- 編集 - 高良真秀[3]
- スチール - 千葉朋昭[3]

## 書誌情報
- 『女の穴』（2011年9月13日発売、徳間書店、リュウコミックス ISBN 978-4199502651）